# Trường ngoại ngữ Accord
Accord là một viện đào tạo tiếng Pháp chuyên nghiệp và cao cấp thành lập từ năm 1988. Hàng năm, viện chào đón hơn 50,000 sinh viên đến từ trên 50 quốc gia trên thế giới. Trung tâm đã vinh dự được danh hiệu "Viện đào tạo tiếng Pháp chuyên nghiệp và chất lượng" do Bộ giáo dục Pháp trao tặng. Trụ sở của trường ngày nay nằm ở số 14 đại lộ Poissonnièr, quận 9 thành phố Paris.

## Lịch sử hình thành
Học viện tọa lạc trong khuôn viên 1 tòa nhà kiểu Pháp trên đại lộ Grands gần bức tường cổ của thành phố. Trước đây, con phố này được gọi là "Đại lộ của tội lỗi" vì ở đây có rất nhiều trộm cắp, quán café và nhà hàng rẻ tiền. Tuy nhiên, con phố này đã được cải thiện rất nhiều từ thế kỉ 19 nhờ công của Baron Haussmann. Ông là người đã hiện đại hóa Paris và xây dựng 1 hệ thống kiến trúc được rất nhiều đô thị nổi tiếng sau này học tập.

## Phương pháp sư phạm
Mục tiêu chính của trường là giới thiệu tới học viên những tình huống thường phát sinh trong các ngữ cảnh khác nhau trong đời sống xã hội. Những tình huống như thế sẽ giúp học viên nâng cao phương thức sử dụng kĩ năng giao tiếp học viên đã biết sẵn trong ngôn ngữ mẹ đẻ để phát triển khả năng tiếng Pháp. Đặc biệt, ngữ pháp được giảng dạy thông qua các trò chơi ngôn ngữ, trò chơi nhập vai, các bài tập tương tác và nhiều hoạt động đa dạng khác.

## Quản lý nhân sự
Giám đốc điều hành: François Pfeiffer	